# 洛克伍德谷 (加利福尼亞州)
洛克伍德谷（英語：Lockwood Valley）是位於美國加利福尼亞州文圖拉縣的一個非建制地區。該地的面積和人口皆未知。

## 地理
洛克伍德谷的座標為34°43′57″N 119°02′31″W / 34.73250°N 119.04194°W，而該地的平均海拔高度為1475米（即4839英尺）。